# Dirophanes benjamini
Dirophanes benjamini är en stekelart som beskrevs av Hower 2006. Dirophanes benjamini ingår i släktet Dirophanes och familjen brokparasitsteklar. Inga underarter finns listade i Catalogue of Life.